# Xolmili
Xolmili è un comune dell'Azerbaigian situato nel distretto di Lənkəran.